# 王若麟
王若麟（1980年6月26日—），男，汉族，辽宁沈阳人，中國主持人、演員、艺人。本科毕业于中国政法大学法学专业，及后取得香港城市大学国际经济法学硕士学位，继而于中央戏剧学院进修戏剧表演。2006年仲夏，王若麟加盟香港凤凰卫视成为新闻主播。

## 生平
1980年，出生于辽宁省沈阳市铁西区工人村。高中毕业于东北育才学校。1999年，考入中国政法大学法学专业本科班。2003年毕业。同年参加湖南卫视《金鹰之星》电视新秀大赛获得全国总决赛第3名，最受媒体关注奖。
2003年，保送至香港城市大学国际经济法学专业。2004年获得硕士学位。
2004年，进入中央戏剧学院进修影视表演，由于其外形出众，备受香港电影界的青睐，不少电影导演和电视节目均有邀请王若麟演出。
2005年，参加中央电视台《挑战主持人》比赛连续获得8期擂主
2006年，加盟香港凤凰卫视成为新闻主播，由于其拥有1.85米的高度，帅气英俊的外貌，语言天分极高，能操国语、粤语、英语，使其成为凤凰卫视最具代表的偶像级新闻主播，被称为“新闻王子”；与姜声扬、任韧、安东、尉迟琳嘉被称为凤凰卫视“五大帅哥”、“凤凰五虎将”。
2012年，離開在凤凰卫视的工作，并開展参与影视剧的拍摄。
2013年，拍摄电视剧《毛泽东》、《我姥爷的故事》。
2014年，与李湘搭档主持深圳卫视《辣妈学院》。
2015年，担任湖南卫视《噗通噗通的良心》主持人，同年担任第三季《我是歌手》踢馆歌手李佳薇的经纪人。
2016年，擔任我是歌手第4季容祖兒經理人。

## 所获荣誉
1999年，成为SOHO手机代言人之一；
2000年，首都时代广场热潮杯模特大赛亚军；
2001年，北京雪亮眼镜形象大使；
2002年，中国政法大学50年校庆形象大使；
2003年，获得湖南卫视第三届金鹰节《第二届金鹰之星》新秀大赛全国总决赛第三名及最受欢迎男新秀奖；
2004年，诺基亚NK6020做平面广告代言人；
2005年，参加央视《挑战主持人》，9次走上擂台，一举拿下8期擂主，成为挑战主持人辉煌的一员；

## 主持节目
| 媒体频道       | 主持栏目及年份                                                                                       | 备注                       |
| -------------- | --- | -------------------------- |
| 中国教育电视台 | 《青春嘉年华》                                                                                       | 和尉迟琳嘉、李思思搭档主持 |
| 青海卫视       | 《大众娱乐在线》                                                                                     | 和天天搭档主持             |
| 光线传媒       | 《时尚风云榜》                                                                                       | 和谢楠、柳岩、谢娜搭档主持 |
| 凤凰卫视       | 《纵横中国》《娱乐大风暴》《时事开讲》《天下被网络》《娱乐新闻报道》《凤凰午间特快》《凤凰焦点新闻》 |                            |
| 浙江卫视       | 《娱乐财富》                                                                                         | 和朱丹搭档主持             |
| 深圳卫视       | 《辣妈学院》(2014)                                                                                   | 和李湘搭档主持             |
| 湖南卫视       | 《噗通噗通的良心》(2015)                                                                             | 和王乔搭档主持             |

## 影视作品

### 电视剧
| 年份 | 名稱                       | 扮演角色 | 备注               |
| ---- | -------------------------- | -------- | ------------------ |
| 2013 | 《姥爷的抗战》             | 黎厂长   |                    |
| 2013 | 《毛泽东》                 |          |                    |
| 2014 | 《我姥爷的故事》           | 孙昆卫   |                    |
| 2017 | 《三生三世十里桃花》       | 桑籍     |                    |
| 2017 | 《醉玲珑》                 | 元汐     |                    |
| 2019 | 《小女花不棄》             | 皇帝     |                    |
| 2019 | 《我愛你，這是最好的安排》 | 黎涛     |                    |
| 2019 | 《天使的眼睛》             | 尹正阳   | 网络剧             |
| 2021 | 《上阳赋》                 | 贺兰拓   |                    |
| 2021 | 《山河令》                 | 赵敬     |                    |
| 2021 | 《小女霓裳》               | 趙通紳   |                    |
| 2021 | 《山河无恙》               | 常侍十三 | 网络短剧           |
| 2021 | 《理想照耀中国》           | 闻仲权   | 單元《希望的方舟》 |
| 2022 | 《玉面桃花总相逢》         | 宁王     |                    |
| 2022 | 《蓝焰突击》               | 何然     |                    |
| 2023 | 《重紫》                   | 昆仑君   | 网络剧             |
| 2023 | 《招惹》                   | 杜景窗   | 网络短劇           |
| 2023 | 《云襄传》                 | 謝光     | 网络剧             |
| 2023 | 《风月变》                 | 太尉     | 网络剧             |
| 2024 | 《五行世家》               | 嚴景天   | 网络剧，2020年拍攝 |
| 2024 | 《他似火》                 | 十三少   | 网络短剧           |
| 2025 | 《念无双》                 | 知岳     | 网络剧             |
| 2025 | 《有你的时光里》           | 章明     |                    |
| 待播 | 《太阳出来了》             |          |                    |

### 电影
| 年份 | 名稱         | 扮演角色 | 备注 |
| ---- | ------------ | -------- | ---- |
| 2014 | 《黄金福将》 |          | 客串 |
| 2024 | 《绝密任务》 |          |      |